# Leonardo Gigli
Pour les articles homonymes, voir Gigli.
Leonardo Gigli (né le 30 avril 1863 à Sesto Fiorentino et mort le 4 avril 1908  à  Florence) est un chirurgien et gynécologue italien, connu pour l'opération de Gigli et l'invention de la scie à ruban.

## Biographie
Leonardo Gigli est le fils d'Ottavio Gigli, homme de lettres, publiciste, politicien et pédagogue romain, et de Cecilia Bartolini Salimbeni. Il est né à Quarto, commune de Sesto Fiorentino. 
Il étudie à l’institut d’études supérieures de Florence la médecine et la chirurgie, obtenant son diplôme en 1889. Gigli s’intéresse surtout à la chirurgie, particulièrement dans les branches d’obstétrique et de gynécologie, sous la guide du professeur Domenico Chiara. Il se perfectionne dans les meilleures cliniques de Londres et de France (auprès de Stéphane Tarnier, Adolphe Pinard et Pierre-Constant Budin), puis se rend à Vratislavie, où il fréquente la clinique de Johann von Mikulicz-Radeck et de Heinrich Frisch. Comme interne, il observe les opérations chirurgiques et s’intéresse aux pelviotomies, une technique chirurgique employée lors de dystocies. Observant les instruments employés à Breslavie fabriqués par Heartel, il invente la scie à ruban ou scie Gigli, qui lui permet de pratiquer facilement une pelviotomie latérale, ce qui réduit les taux de mortalité pour ce genre d’opérations. L’instrument simplifie non seulement les opérations de pelviotomie, mais il a été longtemps employé en chirurgie, gynécologie, orthopédie et pour les amputations. Bien qu’il ait été remplacé aujourd’hui, il est indispensable dans les cas où des scies électriques ne pourraient pas être employées et pour la chirurgie des os.
En 1894, Gigli revient à Florence pour travailler à l’hôpital de S. Maria Nuova mais continue à étudier, abandonnant enfin l’hôpital pour la recherche en 1901. En 1907, il se rend à Dresde et en France pour illustrer sa méthode, dont les mérites sont reconnus et où l’on discute pendant plusieurs jours son invention. Bien que son travail soit reconnu à l’étranger, la technique de Gigli n’a pas de succès. C’est seulement à la fin de sa vie que le gynécologue et homme politique Luigi Maria Bossi porte avant une campagne afin que Gigli recoive une chaire universitaire, qu’il n’obtient pas. Gigli meurt de pneumonie à 44 ans à Florence.

## Archives
La bibliothèque du Museo Galileo abrite un fonds d'archives et un fonds libraire au nom de Leonardo Gigli.
Le premier fonds se compose de sa correspondance personnelle (320 lettres et cartes postales environ) et de sa correspondance scientifique (300 lettres environ), ainsi que les documents témoignant son apprentissage technique et de nombreux écrits scientifiques et notes. Ceux-ci permettent au lecteur de suivre les progrès de Gigli, en particulier ceux qui concernent les développements de sa technique chirurgicale dans les domaines de gynécologie et obstétrique, avec l'usage de la scie à ruban.
Le deuxième fonds se compose d'environ 200 ouvrages de médecine, plus particulièrement d'obstétrique et de gynécologie, principalement en italien et allemand.
Les deux fonds ont été donnés à l'Institut et Musée de l'histoire des sciences, aujourd'hui Museo Galileo, par le frère de Gigli Ottavio, en 1954, et par son petit-fils Fulvio, en 2003, avec certains de ses instruments chirurgicaux.

## Œuvres et publications[2]
Liste des publications non complète.
- Taglio lateralizzato del pube. Suoi vantaggi. Sua tecnica, Annali di ostetricia e ginecologia, XVI  (1894), p. 649–667.
- Über ein neues Instrument zum Durchtrennen der Knochen, die Drahtsäge, Zentralblatt für Chirurgie, XXI (1894), p. 409–411.
- Zur praktischen Verwendung der Drahtsäge, Zentralblatt für Chirurgie, XXV (1898), p. 353–355.
- Zur Technik der temporären Schädelresektion mit meiner Drahtsäge, Zentralblatt für Chirurgie, p. 425–428.
- Über einigeModifikationen an dem Instrumentarium und der Technik der Kraniektomie mit meiner Drahtsäge, Zentralblatt für Chirurgie, XXVII (1900), p. 1193–1199.
- Sinfisiotomia classica e taglio lateralizzato del pube, Clinica moderna, VIII (1902), p. 302–308.
- Zur Pubeotomie nach Baumm, Monatsschrift für Geburtshilfe und Gynäkologie, XVIII (1903), p. 289–294.
- Pubiotomia alla Baumm, Archivio italiano di ginecologia, VI (1903), p. 377–387.
- Il problema moderno degli interventi sul podice, Ginecologia, I (1904), p. 387–393.
- Lateralschnitt des Beckens, Zentralblatt für Gynäkologie, XXVIII (1904), p. 281–290.
- Meine Technik des Lateralschnittes, Zentralblatt für Gynäkologie, p. 1397–1401.
- De la section latérale du pubis, Bulletin dela Société d'obstétrique et de gynécologie de Paris, VI (1904), p. 296–306.
- Die Symphyseotomie ist eine chirurgische inkorrekte Operation; Erwiderung an Prof. P. Zweifel, Zentralblatt fürGynäkologie, XXIX (1905), p. 326–331.
- Kritische Bermerkungen zu dem Studium des Geburtsmechanismus, Zentralblatt für Gynäkologie, p. 1433–1439.
- La section latérale du pubis appréciée d'après les résultats fournis par 90 interventions, Presse médicale, XIII (1905), p. 329–331.
- Considérations critiques sur les études du mécanisme del'accouchement, Obstétrique, X (1905), p. 493–502.
- Considerazioni critiche sullo studio del meccanismo del parto, Ginecologia, II (1905), p. 722–731.
- Le operazioni dilatanti il bacino al XII congresso della società ostetrico-ginecologica tedescatenuto in Dresda, Archivio italiano di ginecologia, XI (1908), p. 93–107.